# Conférence nationale souveraine (Zaïre)
Pour les articles homonymes, voir Conférence nationale souveraine.
 (juin 2024).
La Conférence nationale souveraine (CNS) a été organisée pour élaborer une nouvelle Constitution du Zaïre et baliser le passage à une Troisième République, à la suite de l'abolition du régime de parti unique annoncée par Mobutu Sese Seko le 24 avril 1990.   
Cette conférence regroupe 2 800 représentants provenant de près de 200 partis politiques, de groupes professionnels et d'associations venant de tous les coins du pays — mais seulement 200 femmes — qui se réunissent au Palais du Peuple à Kinshasa à partir du 7 août 1991. Elle a pour mandat de rédiger une constitution dans les trois mois qui suivent. Elle est d'abord présidée par Kalonji Mutambai wa Pasteur Kabongo, un supporter de Mobutu nommé par ce dernier. 
Les travaux, qui n'avançaient que très lentement, sont interrompus le 23 septembre par des pillages causés par des militaires mutinés. Après le retour à l'ordre, les travaux de la conférence reprennent avec un nouveau président, élu cette fois par l'assemblée, l'archevêque Laurent Monsengwo. En même temps, Mobutu nomme temporairement au poste de Premier ministre son opposant de longue date, Étienne Tshisekedi wa Mulumba, dirigeant de l'UDPS. Les députés de cette conférence n’hésitent pas à critiquer ouvertement Mobutu, sa gestion économique catastrophique, son culte de la personne. En janvier 1992, Mobutu déclare que les travaux de la Conférence sont terminés. 
Cette clôture imposée déclenche le 16 février 1992 un immense mouvement de protestation, qui mobilise plus d'un million de personnes dans les principales villes du pays, pour ce qui a été appelé la Marche de l'espoir, durement réprimée. 
En avril 1992, la Conférence reprend ses travaux. Elle forme 23 comités et une centaine de sous-comité, qui travaillent à un rythme intensif. Le projet de nouvelle constitution prévoyait notamment que la nomination du Premier ministre ne relevait plus du président et aussi que le pays devait reprendre son ancien nom et revenir à l'hymne national en vigueur avant 1965. Ces deux dernières décisions ont été retirées devant l'opposition de Mobutu, mais, le 15 août 1992, la Conférence nommait Étienne Tshisekedi wa Mulumba au poste de Premier ministre. La Conférence termine officiellement ses travaux en décembre 1992, après 17 mois.

## Origine
À la suite des grandes transformations que subit la politique internationale à la fin des années 1980 avec l'effondrement du bloc de l'Est et la réorientation des politiques d'aide au développement désormais soucieuses de promouvoir la bonne gouvernance et le respect des droits de l'Homme, le rôle de Mobutu Sese Seko, alors président du Zaïre, en tant que bastion des puissances occidentales contre le communisme n'avait plus de sens et sa politique faisait de lui un allié incommode vis-à-vis de l'opinion publique. Conscient de cet état de faits, et choqué par la mort de son ami Nicolae Ceaușescu, Mobutu lança le 14 janvier 1990 le projet d'un grand débat national auquel le peuple prendrait part pour exprimer son opinion sur l'amélioration du développement du pays.

## Manœuvres de Mobutu
Mobutu nomme comme premier président de la Conférence un de ses alliés de longue date, Jacques Tshimbombo Mukuna. En plus de ralentir les travaux, celui-ci offre divers cadeaux aux participants afin d'avoir leur voix. Il distribue aussi des billets de banque à toute personne intéressée à créer un parti politique. Mobutu voulait ainsi s'assurer de garder le pouvoir dans un régime de multipartisme. Au total, il réussit à créer durant cette période « quarante-cinq partis qu'il a dû financer pour en garder le contrôle. Cela lui a coûté beaucoup d'argent, qu'il a soustrait au secteur productif aux mines, celles de cuivre d'abord, puis celles de diamant. »

## Conclusion
Le but de la CNS était que les citoyens du Zaïre se rassemblent afin de discuter ou d'analyser la situation du pays, et qu'ensemble ils trouvent les solutions aux maux qui rongeaient le pays. Ce but a bel et bien été atteint et des bases nouvelles furent alors jetées à travers les « Résolutions et les Acquis de la Conférence nationale souveraine ».
Parmi les rapports soumis à l'assemblée, les deux plus dommageables pour le régime n'ont pas pu être lus: celui portant sur les acquisitions illégales et celui sur les assassinats politiques. Pour empêcher la diffusion de ces rapports, Mobutu bloque la radiodiffusion des débats et envoie des tanks devant le stade.
La CNS avait élu un parlement pour travailler avec le Premier ministre Tshisekedi, mais, en mars 1993, Mobutu 
nomme son propre parlement, avec comme Premier ministre Faustin Birindwa et une constitution différente de celle de la CNS. Pour résoudre l'impasse, l'OUA établit un super-parlement composé des deux parlements concurrents, comprenant 700 membres, et le nomme Haut Conseil de la République-Parlement de Transition (HCR-PT).